# Suzuki DR 370
La Suzuki DR 370 est une moto de type enduro produite par le constructeur japonais Suzuki.

## Description
La Suzuki DR370 arrive sur le marché pour concurrencer le succès de la Yamaha TT-500, qui régnait sur le marché de l'époque. Suzuki veut se différencier en proposant une moto plus agile que la Yamaha. La DR370 sera plus légère et moins puissante.
La DR370 lancée en 1978 est la version enduro de la Suzuki SP370, de laquelle ont été retiré la plupart des éléments qui lui permettaient de circuler sur route, comme les clignotants, le klaxon, le compteur de vitesse et le compte-tours.
Un alésage de 85,0 mm et une course de 65,2 mm entraînent une cylindrée de 369 cm3.
La Suzuki DR370 sera remplacée en 1980 par la Suzuki DR400.

## Versions

### DR370C (1978)
- Cadre : DR370-100001.
- Moteur : DR370-100001.
- Code modèle : 325.
- Couleur : argent.
- Phare rond.
- Tige de frein arrière.

### DR370N (1979)
- Cadre : DR370-105460.
- Moteur : DR370-105486.
- Code modèle : 325.
- Couleur : jaune.
- Phare rectangulaire.
- Câble de frein arrière.